# Protasius Frank
Protasius Frank OFM (před r. 1746–1807), též Prothasius nebo Protáz, někdy uváděný jako Franck, byl františkán a teolog působící v českých zemích. Narodil se v Novém Jičíně někdy před rokem 1746. Před rokem 1758 složil u františkánů slavné řádové sliby. Následně se připravoval na kněžství a teologickou dráhu dalším studiem, své teze z teologie a kanonického práva obhájil v srpnu 1764 v klášteře františkánů sv. Máří Magdaleny v Brně, jeho učitelem (presesem tezí) byl Lucius Hornisch.
Již tři roky po dokončení těchto studií, konkrétně v letech 1776–1770 nebo 1771 působil jako jeden ze dvou lektorů filozofie v jindřichohradeckém františkánském konventu. Posléze v jiném klášteře (v J. Hradci byla jen studia filozofie) vyučoval řádové kleriky teologii. Zápisky a opisy z jeho přednášek si zapsal Frankův žák Quido Stutzig (zemř. 1811). S Frankovými přednáškami bohosloví jsou spojeny zřejmě i další zápisky a opisy, které si Quido Stutzig pořídil z různých oborů teologie. Frankovo rukopisně zachovalé dílo Tractatus de actibus humanis et conscientia z roku 1779 je pravděpodobně učebnicí morální teologie pro řádové studenty. Na sklonku 18. století se Protasius Frank na úkor učitelských aktivit začal podílet na vedení české františkánské provincie, nejprve jako provinční kustod. Na provinční kapitule 24. června 1800 v Jindřichově Hradci byl pak jednomyslně přítomnými zástupci klášterů zvolen provinciálem. Po skončení volebního období provinciála v roce 1803 byl opět jmenován kustodem provincie. Protasius Frank zemřel 16. října 1807 v Dačicích.